# Louella Maxam
Louella Maxam (también acreditada como Lola, Lula, Lulu, y Luella Maxim; 10 de junio de 1891 – 3 de septiembre de 1970) fue una actriz estadounidense que actuó en más de 50 películas mudas desde 1913 hasta 1921. A menudo participó en comedias y películas wéstern, destacando en 1915 como "actriz principal" en una serie de cortometrajes protagonizados por Tom Mix, que durante la época del cine mudo y los primeros tiempos del sonoro se promocionaba como el "Cowboy King of Hollywood". Más tarde, fue protagonista femenina en otras películas para diversos estudios, incluidas varias producciones en las que aparecía otra de las primeras estrellas vaqueras, Franklyn Farnum. Tras dejar la actuación, Maxam trabajó en la administración municipal y del condado de California, y prestó servicio en el departamento de policía de Burbank, donde en 1943 fue contratada como la primera "mujer policía" de la ciudad.

## Primeros años
Nacida en Florida en 1891, Louella Marguerite Maxam era la hija mayor de Sue E. Maxam, natural de Illinois. Poco se sabe del padre de Louella. Según los registros del gobierno, era nativa de Rhode Island y murió antes de abril de 1910, cuando el censo federal identifica a Sue como viuda. Louella asistió más tarde a escuelas públicas en San Luis, Misuri, antes de trasladarse con su madre y su hermano Lauren a California. El censo federal de 1910 indica que, en Los Ángeles, Sue ganaba dinero para su familia alquilando habitaciones de su casa a varios huéspedes, y que Louella—que entonces tenía poco más de 19 años—trabajaba como contable en una tienda de comestibles cercana. Sin embargo, al cabo de unos años, la joven "Lula" encontró trabajo en la industria cinematográfica de Hollywood, que crecía rápidamente, actuando inicialmente en seriales y cortometrajes independientes como extra y en otros pequeños papeles no acreditados.

## Carrera en el cine
En la segunda mitad de 1913, Maxam fue elegida para un papel secundario en The Adventures of Kathlyn, el "primer cliffhanger serial" de Hollywood. La ausencia de estrenos en 1914 en la filmografía conocida de Maxam sugiere que continuó eludiendo papeles más importantes hasta el año siguiente, cuando empezó a encontrar trabajo estable y acreditado en películas wéstern. En ese género pronto se asoció estrechamente en la pantalla con la estrella vaquera Tom Mix, y en 1915 fue reconocida como "actriz principal" en sus populares producciones.

### cortometrajes con Tom Mix en Selig
Maxam actuó en al menos 13 de las películas de Tom Mix. En uno de esos westerns, A Child of the Prairie, la propia hija de Maxam, Norma, de tres años y medio, aparece e identificada en publicaciones comerciales de 1915 como un "producto de Los Ángeles" y "el miembro más joven de la Selig Polyscope Company de actores". En su número del 23 de abril de ese año, The Photoplayers' Weekly describe a "Baby Norma Maxam" en el set:

Está en el estudio en todas las ocasiones posibles y es querida y acariciada por todos los vaqueros, a los que adora a su vez... es demasiado intrépida con los caballos y todos los animales. Mientras trabajaba en "A Child of The Prairie", dio un susto a la compañía al agarrarse a la cola del gran caballo que montaba Mr. Mix, justo cuando estaba a punto de lanzarse a una escena....

También en abril de 1915, la revista especializada Motography, con sede en Chicago, reseñó otro wéstern de Tom Mix, The Conversion of Smiling Tom. En su valoración del corto, la publicación reconoce la contribución de Maxam a la creciente calidad de las películas de la estrella vaquera. "Mix", afirma Motography, "es apoyado hábilmente por Louella Maxam" como el interés amoroso de Smiling Tom. La revista añade a continuación: "Estos dos actores y los demás que aparecen en papeles secundarios hacen que la película sea convincente por su actuación". Además del reconocimiento de los medios de comunicación a su talento interpretativo, The Photoplayers' Weekly atribuyó su éxito profesional, especialmente en los westerns, a atributos adicionales que poseía, a saber, "su absoluta falta de miedo" al realizar acrobacias y su excelente "equitación".
La asociación de Maxam con Tom Mix siguió aumentando su popularidad entre los cinéfilos. Photoplayers' Weekly vuelve a destacar a Maxam en su número del 8 de julio de 1915, con un retrato de la actriz en portada, una imagen que lleva el tagline "Star of Western Dramas and Comedies". Sin embargo, a pesar de su éxito en la pantalla con Mix, en el verano de 1915 declinó la oferta de trasladarse desde California para trabajar en un nuevo estudio en Las Vegas, Nuevo México, que se estaba construyendo específicamente para la producción de las lucrativas películas de la estrella vaquera. "Miss Louella Maxam", informaba Photoplayers' Weekly, "una de las mujeres principales más conocidas en los dramas wésterns, se niega a sacrificar su hogar en Glendale, que es la razón por la que no acompañó a Thomas Mix". La publicación de Los Ángeles añadía a continuación: "la talentosa joven está considerando otras ofertas".

### Universal y Keystone
Más tarde, en 1915, tras rechazar el traslado a Nuevo México y abandonar a Selig, Maxam comenzó a trabajar para Universal, donde actuó en Her Prey, Manna, The Phantom Fortune, The Measure of Leon Du Bray y The Fair God of Sun Island, que se rodó en Laguna Beach. A finales de noviembre, Louella volvió a pasar dos semanas en exteriores con otros "Universalites" en las nevadas "regiones de Bear Lake" del sur de California, rodando y coprotagonizando con Sydney Ayres John o' the Mountains, un drama del "noroeste canadiense" de tres rollos escrito por F. McGrew Willis.

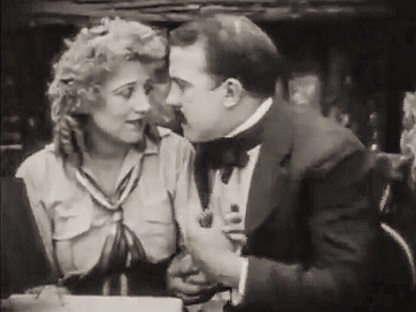
Maxam como "Nell" con Edgar Kennedy como "Diamond Dan" en el cortometraje de dos-carretes de Keystone His Bitter Pill, 1916

En enero de 1916, tras rodar John o' the Mountains y The Sting of Conscience para la Universal, Maxam firmó un contrato con los estudios Keystone para participar en una serie de cortometrajes. Uno de ellos fue His Bitter Pill, una parodia de las películas del Oeste en la que comparte protagonismo con Mack Swain. En mayo de 1916, Keystone «prestó» a Maxam a la Signal Film Corporation para que pudiera acompañar a su marido, el también actor William Burton, a Honolulu y Hilo, Hawái para rodar la película de cinco-carretes The Diamond Runners. A finales de julio, Maxam reanudó su trabajo en Keystone y participó en las películas His Lying Heart, Vampire Ambrose y Ambrose's Rapid Rise. Durante el rodaje de Ambrose's Rapid Rise, en una escena de una escuela en llamas, el pelo del actor Tom Kennedy se prendió fuego. Se dice que cuando Maxam se dio cuenta de que "las crueles llamas le lamían los mechones de su noble frente, se abalanzó sobre él con un cubo de agua y lo apagó". Tras el estreno de ese corto en septiembre de 1916, Motion Picture News publicó un extenso "Motion Picture Studio Directory" en el que la entrada de Maxam incluye información sobre su vida, algunas de sus películas, actividades de ocio, rasgos físicos e incluso la dirección de su casa:

MAXAM, Louella, mujer protagonista, Keystone...Recreaciones, equitación, natación, todos los deportes al aire libre, música y ciencia doméstica. Altura, 1,65 m, peso, 130; pelo rubio, ojos azules. Anuncio en casa, 138 E. 2nd st., Glendale, Cal. Anuncio de estudio, Keystone, Los Angeles, Cal.

El contrato de Maxam con Keystone fue relativamente breve. A principios de noviembre de 1916, poco después de que Motion Picture News publicara el famoso directorio, Motography anunció que había dejado Keystone "para unirse a su marido [Brunton], que es uno de los actores de Signal". La revista Photoplay, muy leída entre los aficionados, ofreció posteriormente una explicación menos discreta de la separación de Maxam de Keystone, informando de que había sido "despedida" como parte de las medidas de recorte de gastos y reestructuración generalizada de la industria cinematográfica:

El hacha de los recortes se blandió con fuerza en muchos de los estudios durante [octubre], y las bajas fueron muy numerosas en American, en Santa Bárbara, y en Keystone. Harry Gribbon y Louella Maxam fueron algunas de las víctimas de esta última ....

### Selig, American, y Triangle
Después de dejar Keystone, Maxam volvió a Selig y participó en Only a Rose, Out of the Shadows, Paradise for a Day y otros cortometrajes hasta mediados de 1917, la mayoría con papeles secundarios. Uno de los pocos coprotagonismos que tuvo en Selig durante esos meses fue en Won in the Stretch, un cortometraje de un solo metraje. Posiblemente con la intención de volver a trabajar en películas más largas y complejas, Maxam aceptó papeles en varias producciones de cinco metrajes de la American Film Company y la Triangle Film Corporation durante la segunda mitad de 1917 y 1918. En una de esas películas, Because of a Woman, Maxam es uno de los tres principales personajes secundarios. Peter Milne, crítico de cine de Motion Picture News, hace una valoración bastante vaga de las interpretaciones de los actores en su crítica del 22 de septiembre de 1917: "Los papeles principales están a cargo de Jack Livingston, Louella Maxam y George Ches[e]bro, un trío que se distingue medianamente".
Para la American Film Company, Maxam actuó con J. Gordon Russell en el papel de una pobre pareja hambrienta en The Mantle of Charity, una película de cinco metrajes estrenado inicialmente como preestreno en septiembre de 1918. En la película wéstern Deuce Duncan, otro filme de cinco metrajes estrenado en noviembre de 1918, actúa junto a William Desmond. El influyente periódico de entretenimiento Variety hace una crítica mixta de esa película, al igual que de la actuación de "Luella Maxim": "Miss Maxim... tiene una apariencia agradable y actúa con inteligencia, aunque podría sacar más partido de su papel".

### Canyon Pictures
Louella, también conocida como Lola Maxam, interpretó sus últimos papeles como coprotagonista en una serie de películas del Oeste producidas en 1919 y 1920 por Canyon Pictures Corporation, entre las que se incluyen The Two Doyles, The Desert Rat y Brother Bill. El protagonista de esas películas de dos metrajes era Franklyn Farnum, que en la década posterior a la Primera Guerra Mundial se convirtió en otra estrella vaquera de Hollywood. En octubre de 1920—después del papel de Maxam junto a Farnum en Vengeance and the Girl—, las publicaciones especializadas anunciaron otras seis películas del oeste de Canyon. Aunque en ellas actuaron otras actrices, como Helene Chadwick y Mary Anderson. Maxam abandonó la industria cinematográfica en 1921, fecha que corrobora su ausencia total en la edición de 1921 del Motion Picture Studio Directory and Trade Annual. Una referencia en línea de 2019 incluye a Maxam, sin citar la fuente, como miembro del reparto en el estreno de mayo de 1921 de Canyon, The Raiders, una película perdida protagonizada por Farnum y Claire Windsor. Sin embargo, no se ha encontrado ninguna reseña, lista de reparto o noticia que aluda a la participación de Maxam en The Raiders en una publicación de la industria cinematográfica de 1921. De hecho, en su despectiva reseña de The Raiders de julio de ese año, Variety se refiere únicamente a "la única mujer [Claire Windsor] del reparto".

## Carrera post-cine
Maxam permaneció en California tras su trabajo en el cine. Durante la década de 1920 y los años 30, trabajó para el condado de Los Ángeles como trabajadora social o "investigadora". Continuó en el servicio público en la década de 1940, aunque pasó de un puesto en el condado a otro municipal. En 1943 Maxam se incorporó al departamento de policía de Burbank, convirtiéndose en la primera mujer empleada en las fuerzas del orden de esa ciudad.

## Vida personal y muerte
Maxam se casó tres veces. En 1910 se casó en Los Ángeles con John Joseph Keller, contador y nativo de Chicago.  La pareja tuvo una hija, Norma Marguerite, nacida el 23 de abril de 1911.  Tras divorciarse de Keller antes de 1915, Maxam se casó con el actor William Brunton, unión que duró hasta 1920. Se tiene poca información sobre su tercer marido, con el que se casó en algún momento de la década de 1920. Se apellidaba Modie, y los registros del censo indican que murió antes de abril de 1930, cuando Louella aparece como viuda y viviendo con su madre en una casa de alquiler en el número 2446 de la avenida Hidalgo de Los Ángeles.  Para entonces y durante el resto de su vida, se identificó como Louella Maxam Modie. También siguió viviendo con su madre hasta la muerte de Sue en diciembre de 1957.
Louella murió por causas no reveladas en septiembre de 1970 en un hospital de Burbank, California, y fue enterrada en el Forest Lawn Memorial Park, en las inmediaciones de Hollywood Hills. Cuando la única hija de Maxam, Merna M. Levack, murió en 1996, su cuerpo fue colocado junto al de Louella con una placa conmemorativa con la inscripción "Devoted Daughter". Los registros de defunción de California documentan que Merna Marguerite [Modie] Levack nació el 23 de abril de 1911 en Los Ángeles—el mismo día, año, lugar y de los mismos padres que se citan en el certificado de nacimiento de Norma Maguerite Keller. que también verifica que el parto de Norma fue singular y no gemelar. Por lo que esos registros y el monumento conmemorativo en la tumba de Louella indican que Merna y Norma eran la misma persona. Se desconoce por qué "Baby Norma" cambió más tarde su nombre de nacimiento por el de Merna.

## Filmografía parcial
La siguiente lista se ha elaborado a partir de diversas fuentes, entre las que se incluyen noticias y reseñas en periódicos y revistas de la industria cinematográfica publicadas entre 1913 y 1921, A Guide to Silent Westerns (1992), de Larry Langman, y Sweethearts of the Sage: Biographies and Filmographies of 258 Actresses Appearing in Western Movies (1992), de Buck Rainey:
| - The Adventures of Kathlyn (1913) - A Child of the Prairie (1915) Mrs. Martin / Ruth, su hija - The Man from Texas (1915) hermana de Tex - The Stagecoach Driver and the Girl (1915)-Edythe - Ma's Girls (1915)-Rose - Getting a Start in Life (1915)-Elizabeth Spunk - Mrs. Murphy's Cooks (1915) - The Conversion of Smiling Tom (1915)-Maude - An Arizona Wooing (1915)-Jean Dixon - Saved by Her Horse (1915)-Nell Dodge - A Matrimonial Boomerang (1915)-Grace - The Heart of the Sheriff (1915)-Grace Martin - With the Aid of the Law (1915)-Rose Butler - The Child, the Dog, and the Villain (1915) - Foreman of Bar Z Ranch (1915)-Fern Watkins - The Taking of Mustang Pete (1915)-Ruth Bradley - His Good Name (1915)-Mrs. William Brunton - The Phantom Fortune (1915)-Dixie Coday - In the Sunset Country (1915)-Nan Thorpe - Her Slight Mistake (1915) - Her Prey (1915)-Grace - The Fair God of Sun Island (1915)-Alice - Manna (1915)-Maggie - The Measure of Leon DuBray (1915)-Janet - John o' the Mountains (1915) | - A Movie Star (1916)-Nell - An Oily Scoundrel (1916)-hija del agente de estación - Bucking Society (1916)-el amor de Shorty - His Bitter Pill (1916)-Nell - The Diamond Runners (1916)-Helen, la sirvienta - The Sting of Conscience (1916)-Anne McDonald - His Lying Heart (1916)-manicurista - Vampire Ambrose (1916) - Ambrose's Rapid Rise (1916)-profesora de escuela - Only a Rose (1916) - Kate Phelps - The Gilded Son (1916) - Out of the Shadows (1916) - Rose Morton - The Saddle Girth (1917) - Mary - Won in the Stretch (1917) - Mary Hughes - Because of a Woman (1917) - Muriel - The Lost Express (1917 serial) - The Luck That Jealousy Brought (1917) - Rose - The Mantle of Charity (1918) - Anna Houlahan - When Pals Fall Out (1918) - Anne - Deuce Duncan (1918) - Ann Tyson - Uphill Climb (1919) - Josephine Marsden - The Two Doyles (1919) - Bessie Brown - Brother Bill (1919) - Ruth Salisbury - The Desert Rat (1919) - Frisco Sadie - Vengeance and the Girl (1920) - Henrietta Mitchell |